# Елаците – Мед
„Елаците – Мед“ АД е българско рудодобивно предприятие със седалище в Мирково, Пирдопско, част от групата „Геотехмин“ на Цоло Вутов. То е едно от най-големите добивни предприятия в страната, като през 2022 година има приходи от 776 млн. лева, печалба след облагане с данъци от 282 млн. лева и 2050 служители.
Основната му дейност е разработването на находището на медно-порфирни златосъдържащи руди от находището „Елаците“ в Етрополската планина, над град Етрополе. Рудата се добива по открит способ и се транспортира с гумено-транспортна лента през тунел в обогатителен комплекс край Мирково. Крайният продукт е меден концентрат с 22% съдържание на мед, основната част от който се преработва от завода на „Аурубис България“ в Пирдоп. В технологичния процес като страничен продукт се произвеждат и малки количества инертни материали. Отпадъкът се складира в отпадъкохранилище „Бенковски 2“. От 2010 година предприятието извършва и добив на доломитен скален материал от находището „Миал“ край Мирково.
Медното находище „Елаците“ е първоначално разработено през 1952 – 1956 година и се превръща в най-големият меден рудник на Балканския полуостров. Изграденият около него Минно-обогатителен комбинат „Елаците“ е приватизиран през август 1999 година. С големия брой заети и високите нива на заплащане „Елаците – Мед“ играе ключова роля в икономиката на общините Етрополе, Златица, Мирково, Чавдар и Челопеч.